# Керия
Керия́, Юйтянь (уйг. كېرىيە‎, Keriye, кит. упр. 于田, пиньинь Yútián) — посёлок в округе Хотан Синьцзян-Уйгурского автономного района КНР. Посёлок лежит на старом южном Великом шёлковом пути. Является коммерческим и административным центром уезда Керия и расположен в 166 км к востоку от Хотана, 80 км к востоку от Чиры и в 120 км к западу от Нии.

## История
Во время правления империи Хань царство основывалось на территории оазиса Керия, известного как Уми (扜彌). Там существовало «3340 домохозяйств и 20 040 людей, из которых 3540 способны носить оружие». Эти цифры показывают дисбаланс в соотношении слишком большого числа людей к числу домохозяйств. Возможно, для исправления этой записи, Хоу Ханьшу, описывающее это царство как Цзюйми 拘彌, во время правления династии Хань (25-220 н. э.), упоминает «2173 домохозяйства и 7251 человек, из которых 1760 способны носить оружие». В 129 году было завоёвано Хотанским князем Фанцянем (放前). В 132 году князь Кашгара Чэнпань (臣槃) с 20 000 разгромил Хотан и восстановил Цзюйми, поставив князя Чэнго (成国). В 175 году хотанский князь Аньго (安国) снова покорил оазис. Китайским войскам удалось выбить его и поставить князем Динсина (定兴). Впрочем к этому времени в княжестве осталась только 1000 человек. Более поздние источники, такие как «Вэй люэ» и «Тан шу», также упоминают Керию, где она, впрочем, называется Ханьми 扞彌.
Как Ханьшу, так и Хоу Ханьшу описывают место, где существовало царство, — в 162 км к востоку от Хотана. Это довольно близко, если соотнести с расстоянием между Хотаном и Керией на современных картах, и подтверждает тождественность Уми/Цзюйми с Керией.
Современный посёлок Керия расположен западнее моста через одноимённую реку. Примерно в 180 км к северу от реки Керия находится старая крепость Карадонг, в которой найдены древнейшие в мире буддийские фрески. Строение было заброшено в 4 веке нашей эры. В другую сторону находится Юань Ша, примерно в 40 км от Карадонга, эта местность датируется железным веком, но была покинута около 130 года до нашей эры.
Примерно в 75 км к югу от Керии расположена деревня, называющаяся Пулу. Также к югу от оазиса есть несколько горных вершин высотой свыше 6 000 метров, в том числе гора Qong Muztag, достигающая 6 962 метров, в долине реки Керии. Около 100 семей, отличающихся от уйгуров Керии и сильно отличающихся от прочих уйгуров, живут в деревне Tangzubasti примерно в 170 км к северу от посёлка Керия. Они проживают в районе руин древнего города Келадун, где находили артефакты династии Хань (периода 206 г. до н. э.—222 год н. э.).
В конце 13 века оазис посещал Марко Поло. Он описывал это как продолжительное пятидневное путешествие, но с песчаными пустынями как на востоке, так и на западе. Как провинция, так и «самый великолепный» столичный город были названы им «Пем». Он отмечал, что «все люди поклоняются Магомету» и что там было много посёлков и деревень. И у жителей «довольно благоустроенный образ жизни» с богатыми поместьями, включая сады, виноградники и много хлопка. Также он упоминает, что на реке была найдена «яшма» (вероятно нефрит или жад) и халцедон и люди «живут с торговлей и промышленностью» и были «совсем не воинственными».
В 19 веке сообщалось о золотых рудниках вблизи Керии.
2 июня 1885 года экспедиция русского путешественника Н.М.Пржевальского посетила Керию. За 15 вёрст от города экспедицию встретили местные власти и местный китайский чиновник. Встречу организовали торжественной и очень дружественной. Все члены депутации, были очень вежливы и сладкоречивы. Дорогим гостям был предложен дастар-хан. Пройдя, в сопровождении этого почётного конвоя, еще несколько верст и перейдя вброд р. Кери-дарью, путешественники разбили свой бивуак на её берегу вблизи города Керия, в котором располагалась глиняная крепость с китайским военным гарнизоном. Он находился в ста шестидесяти шести километрах к востоку от Хотана, на восемьдесят километров восточнее Чиры и в ста двадцати километрах западнее Нии. Всего от Лоб-нора экспедиция прошла 870 вёрст.
C 10-15 октября 1889 года экспедиция русского путешественника М.В.Певцова, продолжателя дела Н.М.Пржевальского так же посетила Керию. Певцов описал это событие: «Во время пятидневного пребывания в Керии я узнал от туземцев и наших торговцев, что перевалы через Кун-лунь в Тибет находятся только в верховьях рек Толан-ходжа и Бостан-тограк. Западнее же этих рек, на всем пространстве до селения Полу, через которое пролегает очень трудный вьючный путь на юг, в Ладак, нет ни одного горного прохода через окраинный хребет. Поэтому я решился следовать с экспедицией далее на восток до оазиса Ния и, оставив там лишних людей и тяжести, совершить оттуда до наступления зимы экскурсию в Кун-лунь для отыскания в указанных местах перевалов через этот хребет в Тибет. По возвращении же из гор предполагалось расположиться на всю зиму в Нии, так как путешествие в Тибет в это время года на усталых вьючных животных было совершенно невозможно. Из Керии мы направились 15 октября в Нию и всю первую станцию шли по пескам».